# Sound Asleep EP
Sound Asleep EP (Whisper EP)  — другий мініальбом гурту Evanescence. Альбом також відомий під назвою Whisper EP. Реліз відбувся в серпні 1999, було продано 50 копій примірників. Лейбл Bigwig Enterprises став тимчасовим продюсером альбому. Всі пісні написані Емі Лі та Беном Муді. Завдяки випуску цього альбому, пісня «Understanding» потрапила на радіо та здобувала додаткових фанів гурту.

## Трек-ліст
| #  | Назва               | Автор            | Тривалість |
| -- | ------------------- | ---------------- | ---------- |
| 1. | «Where Will You Go» | Емі Лі, Бен Муді | 3:44       |
| 2. | «Solitude»          | Емі Лі, Бен Муді | 5:46       |
| 3. | «Imaginary»         | Емі Лі, Бен Муді | 4:01       |
| 4. | «Exodus»            | Емі Лі, Бен Муді | 3:04       |
| 5. | «So Close»          | Емі Лі, Бен Муді | 4:30       |
| 6. | «Understanding»     | Емі Лі, Бен Муді | 7:23       |
| 7. | «The End»           | Емі Лі, Бен Муді | 1:59       |

## Склад виконавців
- Емі Лі — вокал, піаніно, синтезатор
- Бен Муді — гітара, барабан, бас-гітара